# Vodice (Dalmatien)
Vodice (udtale: |ʋɔ̌ditsɛ|, lit. på kroatisk små farvande) er en by og kommune  og havn i distriktet Šibenik-Knin i Kroatien. Den grænser op til Adriaterhavet og har en befolkning på 8.704 (folketælling i 2021).
Det er en tidligere fiskerby der  i anden halvdel af det 20. århundrede blev forvandlet til en turistdestination, med toppopularitet i løbet af 2000'erne, hvor den regelmæssigt var blandt de mest besøgte dalmatiske destinationer.

## Geografi
Vodice ligger i en bred bugt, 11 km nordvest fra Šibenik, 85 km fra Split, og 62 km sydøst fra Zadar. Det er tæt på motorvejene M2, E65 og A1. Zadar Lufthavn er 48 km og Split Lufthavn 60 km væk.

## Historie
Vodice blev nævnt første gang i 1402, selvom den blev grundlagt allerede i det romersk tid som Arausa. Dens navn stammer fra ordet, der betyder vandkilder, som forsynede hele området. Som en del af Republikken Venedig fra 1412 til 1797 vidner forsvarsmurene fra det Tyrkiet med Ćorić-tårnet (kroatisk: Ćorić kula) om tidligere tider. Andre lignende monumenter er Helligkors kirken på den tidligere kirkegård, bygget i 1421, og sognekirken i byens centrum, bygget i 1746.
På den nærliggende bakke Okit grundlagde flygtninge en bosættelse under de tyrkiske invasioner, og på dens top blev kapellet Vor Frue af Karmelbjerget bygget i 1660, som blev ødelagt i 1942 af den italienske flåde. Den nye kirke, bygget i 1967, blev ødelagt i 1991 af serbiske angribere under  kroatiens uafhængighedskrig og genopbygget i 1995.
Den 30. august 2007 døde tolv brandmænd i forsøget på at lokalisere og stoppe en naturbrand på øen Kornat. Fem af dem var medlemmer af den frivillige brandmandsforening i Vodice (DVD Vodice), andre var fra Šibenik og Tisno. Tragedien er kendt som "Kornat tragedien" (Kornatska tragedija Kystbrande i Kroatien 2007).

## Galleri
- Helligkorskirken fra det  15. århundrede
- Klokketårnet på den katolske sognekirke
- "Hangari" stranden.
- Monument for faldne soldater under 2. verdenskrig fra  Vodice, opført i 1965.[5]
- Monument for ofre for den Jugoslaviske Kommunisme. Det er stedet for en mindehøjtidelighed hver  23. august hvert år.[6]
- Kors rejst til minde om  600-året for brug af navnet Vodice, i 2002.